# Oraesia provocans
Oraesia provocans là một loài bướm đêm trong họ Noctuidae.